# Louis Wright
Louis Donnel Wright (* 31. Januar 1953 in Gilmer, Texas) ist ein ehemaliger US-amerikanischer American-Football-Spieler. Er spielte als Cornerback in der National Football League (NFL) bei den Denver Broncos.

## Spielerlaufbahn

### Collegekarriere
Louis Wright wurde Texas geboren, wuchs allerdings in Bakersfield, Kalifornien, auf, wo er auch die Highschool besuchte. Nach seinem Schulabschluss schloss er sich zunächst der Arizona State University an, bevor er 1973 an die San José State University wechselte und dort für die San José State Spartans als Cornerback American Football spielte. Im Jahr 1974 spielte er im East–West Shrine Game, einem Auswahlspiel der besten Collegespieler und unter Head Coach Don McCafferty im Senior Bowl. Wright war auch als Leichtathlet am College aktiv. In beiden Sportarten wurde er von seinem College aufgrund seiner sportlichen Leistungen ausgezeichnet.

### Profikarriere
Louis Wright wurde im Jahr 1975 von den Denver Broncos in der ersten Runde an 17. Stelle gedraftet. Wright wurde von seinem Head Coach John Ralston in der Defense der Broncos als
Starter auf der Position eines Cornerbacks eingesetzt. In der Saison 1977 gelang Louis Wright der Durchbruch zum Spitzenspieler. Er fing in der regular Season drei Interceptions und konnte diese zu einem Raumgewinn von 128 Yards und einem Touchdown verwerten. Damit trug er nicht unwesentlich zum Gewinn der AFC Meisterschaft durch die Mannschaft aus Denver bei. Die Broncos hatten in diesem Spieljahr in der regular Season zwölf von 14 Spielen gewonnen und konnten sich mit dieser Leistung für die Playoffs qualifizieren. Gegner im AFC Endspiel waren die Oakland Raiders die mit 20:17 geschlagen werden konnten. Mit diesem Sieg konnten sich Wright und seine Mannschaft für den Super Bowl qualifizieren. Gegner im Super Bowl XII waren die Dallas Cowboys. Das Spiel gegen die Cowboys verloren die Broncos mit 27:10. 1983 hatte Louis Wright sein statistisch bestes Spieljahr. Er konnte sechs Pässe des gegnerischen Quarterbacks abfangen. Im Jahr 1986 konnte Wright seinen zweiten AFC Titel gewinnen. Das Team aus Colorado konnte im AFC Endspiel die Cleveland Browns mit 23:20 besiegen, verlor jedoch den Super Bowl XXI gegen die New York Giants mit 39:20. Louis Wright beendete nach der Saison 1986 seine Laufbahn. Seit seinem Karriereende arbeitet er als Lehrer und Trainer von High-School-Footballmannschaften.

## Ehrungen
Louis Wright spielte fünfmal im Pro Bowl, dem Abschlussspiel der besten Spieler einer Saison. Er wurde achtmal zum All-Pro gewählt. Louis Wright ist Mitglied im NFL 1970s All-Decade Team, in der  Spartan Sports Hall of Fame und in der Colorado Sports Hall of Fame. Die Denver Broncos ehren ihn im Sports Authority Field at Mile High auf dem Denver Broncos Ring of Fame, sein College ehrt ihn im Spartan Stadium auf dem Ring of Honor.